# Josef Schleinkofer (Boxer)
Josef Schleinkofer (* 19. März 1910 in München; † 1984) war ein deutscher Boxer. Er gewann bei den Olympischen Spielen 1932 eine Silbermedaille im Federgewicht. 1935 wurde er Berufsboxer.

## Werdegang
Josef Schleinkofer erlernte als Jugendlicher in seiner Heimatstadt München den Beruf eines Zimmermanns. Gleichzeitig begann er beim SC Armin München, einem Verein, der dem DASV v. 1891 angehörte, mit dem Boxen. Er war ein schlanker, für seine Gewichtsklasse fast etwas zu großer Techniker. Seinen ersten großen Erfolg erzielte er 1929, als er deutscher Meister im DASV v. 1891 wurde. Nach diesem Erfolg wechselte er zum TSV 1860 München, der damals eine eigene Box-Abteilung unterhielt. Diese war Mitglied im DRfAB, einem anderen deutschen Box-Verband. 1931 und 1932 wurde er in diesem Verband deutscher Meister im Federgewicht und qualifizierte sich 1932 für die Teilnahme an den Olympischen Spielen 1932 in Los Angeles. Nach der Silbermedaille, die er dort gewann, war er noch bis Ende 1934 als Amateurboxer aktiv, startete aber nicht mehr bei deutschen oder internationalen Meisterschaften. Bei vielen internationalen Vergleichskämpfen (z. B. Länderkämpfen) war er von 1929 bis 1934 am Start, von denen er die meisten gewann.
1935 wurde er Berufsboxer. Die letzten sechs Kämpfe in diesem Metier bestritt er in Südamerika, wo er nach seinem letzten Kampf im Februar 1937 auch weiterhin lebte. Er soll später nach München zurückgekehrt sein, doch ist über diesen Lebensabschnitt nichts bekannt.

### Karriere als Amateurboxer
Josef Schleinkofer begann seine Boxerlaufbahn als Jugendlicher beim SC Armin München, einem Verein, der dem DASV v. 1891, dem Dachverband der deutschen Schwerathleten (Ringen, Gewichtheben, Rasenkraftsport, aber auch Jiu Jitsu, Judo, Kunstkraftsport, Boxen und Leichtathletik) angehörte. Es gab in Deutschland bis 1933 in vielen Sportarten mehrere Verbände, die gegeneinander konkurrierten. Im Boxen war das der DRfAB. 1929 wurde Josef Schleinkofer als gerade Achtzehnjähriger deutscher Meister im DASV v. 1891. Er besiegte dabei im Federgewicht Leitner vom VfK Germania Stuttgart nach Punkten.
Danach wechselte er zum TSV 1860 München. Dieser Verein hatte in jenen Jahren sehr viele Abteilungen, u. a. auch eine erfolgreiche Box-Abteilung. Die Box-Abteilung dieses Vereins war Mitglied im DRfAB, dem seinerzeit größten nationalen Box-Verband. In diesem Verband wurde er 1931 mit einem Disq.-Sieg in der 3. Runde im Finale über Rüstemeyer aus Köln und 1932 mit einem Punktsieg im Finale über Otto Kästner aus Erfurt deutscher Meister, jeweils im Federgewicht.
Josef Schleinkofer erfüllte bei einem internationalen Box-Turnier im April 1932 die Kriterien des NOKs, das aus Kostengründen nur eine sehr kleine deutsche Mannschaft zu den Olympischen Spielen 1932 in Los Angeles entsenden konnte. Er belegte bei diesem Turnier mit Siegen über Gaspare Alessandri, Italien und Dezso Frigyes, Ungarn, den 1. Platz.
In Los Angeles besiegte er Johnny Keller, Kanada und Gaspare Alessandri nach Punkten und unterlag im Endkampf gegen Carmelo Robledo aus Argentinien nach Punkten. Er gewann damit die olympische Silbermedaille. Gleichzeitig durfte er den Titel Europameister der Amateurboxer 1932 tragen, der vor 1945 auch dem jeweils bestplatzierten europäischen Boxer jeder Gewichtsklasse zuerkannt wurde.

### Internationale Erfolge als Amateurboxer
| Jahr | Platz  | Wettbewerb                              | Gewichtsklasse | Ergebnisse |
| 1932 | 1.     | Intern.-Vier-Nationen-Turnier in Berlin | Feder          | nach Punktsiegen über Gaspare Alessandri, Italien und Deszo Frigyes, Ungarn                                                              |
| 1932 | Silber | OS in Los Angeles                       | Feder          | nach Punktsiegen über Johnny Keller, Kanada und Gaspare Alessandri und einer Punktniederlage gegen Carmelo Ambrosio Robledo, Argentinien |

### Deutsche Meisterschaften als Amateurboxer
| Jahr | Platz | Verband | Gewichtsklasse | Ergebnisse                                                  |
| 1929 | 1.    | DASV    | Feder          | Punktsieg im Finale über Leitner, VFK Germania Stuttgart    |
| 1931 | 1.    | DRfAB   | Feder          | Disq.-Sieg in der 3. Runde im Finale über Rüstemeyer, Essen |
| 1932 | 1.    | DRfAB   | Feder          | Punktsieg im Finale über Otto Kästner, Erfurt               |

### Länder- u.a. Auswahlkämpfe als Amateurboxer
| Jahr | Ort              | Begegnung                      | Gewichtsklasse | Ergebnisse                                            |
| 1929 | München          | Deutschland gegen Italien      | Leicht         | Punktsieg über Amilcare de Horatiis                   |
| 1930 | München          | Deutschland gegen Spanien      | Feder          | Punktsieg über Libre                                  |
| 1930 | München          | Bayern gegen Österreich        | Feder          | Punktsieg über Novotny                                |
| 1931 | Berlin           | Deutschland gegen USA          | Feder          | Disq.-Sieg in der 1. Runde über Joe Pacino            |
| 1932 | Dortmund         | Deutschland gegen Dänemark     | Feder          | Punktsieg über Anker Poulsen                          |
| 1932 | Mailand          | Lombardei gegen Bayern         | Feder          | Punktniederlage gegen Paderni                         |
| 1932 | Prag             | Tschechoslowakei gegen Bayern  | Feder          | Unentschieden gegen Dvorak                            |
| 1932 | München          | Bayern gegen deutsche Auswahl  | Leicht         | Punktsieg über Karl Schmedes, Dortmund                |
| 1932 | Chicago          | USA gegen Deutschland          | Feder          | Punktsieg über Leo Rodak                              |
| 1933 | München          | Bayern gegen Mitteldeutschland | Leicht         | Punktsieg über Meseberg, Magdeburg                    |
| 1933 | München          | Bayern gegen Italien           | Leicht         | Punktsieg über Ferrari                                |
| 1934 | München          | Bayern gegen Italien           | Leicht         | Punktsieg über Miserini                               |
| 1934 | Frankfurt (Main) | Südwestdeutschl. gegen Bayern  | Leicht         | Punktsieg über Schermuly, Frankfurt                   |
| 1934 | Saarlouis        | Saarland gegen Bayern          | Leicht         | Aufg.-Sieg über Schleich, Fraulautern                 |
| 1934 | München          | Bayern gegen Ungarn            | Leicht         | Unentschieden gegen Imre Harangi (Olympiasieger 1936) |

### Profilaufbahn
Josef Schleinkofer trat Anfang des Jahres 1935 zu den Berufsboxern über. Seinen ersten Kampf bestritt er am 1. Februar 1935 in Berlin. Er kam dabei im Leichtgewicht zu einem Punktsieg über Rudi Kretzschmar, Dresden. Am 10. Mai 1935 besiegte er in München mit Franz Dübbers aus Köln einen damals sehr bekannten Boxer, der 1927 Europameister der Amateurboxer im Federgewicht geworden war und der 1931 auch deutscher Meister der Berufsboxer im Leichtgewicht war. Zum Zeitpunkt des Kampfes gegen Josef Schleinkofer hatte er diesen Titel allerdings schon wieder abgegeben. Am 14. Juni 1935 besiegte Josef Schleinkofer in München Richard Stegemann aus Berlin, der 1934 deutscher Leichtgewichtsmeister der Berufsboxer geworden war in einem Nichttitelkampf, nach Punkten.
In Deutschland bestritt Josef Schleinkofer als Berufsboxer nur diese drei Kämpfe. Danach ging er nach Südamerika und absolvierte von 1935 bis 1937 in Brasilien und Argentinien noch sechs Kämpfe gegen heute weitgehend unbekannte Gegner, von denen er drei Kämpfe gewann und drei Kämpfe verlor. Nach seiner K.-o.-Niederlage in der 1. Runde am 27. Februar 1937 in Buenos Aires gegen Francisco Suarez bestritt er keinen Kampf mehr.
Insgesamt bestritt er als Berufsboxer nur neun Kämpfe, von denen er vier gewann und drei verlor. Zweimal boxte er unentschieden.
Erläuterungen
- OS = Olympische Spiele
- Federgewicht, Gewichtsklasse bis 57 kg, Leichtgewicht, bis 60 kg Körpergewicht
- DASV von 1891 = Deutscher Amateur-Schwerathletik-Verband von 1891
- DRfAB = Deutscher Reichsbund für Amateurboxen